# Vicaris-generaal voor Vaticaanstad

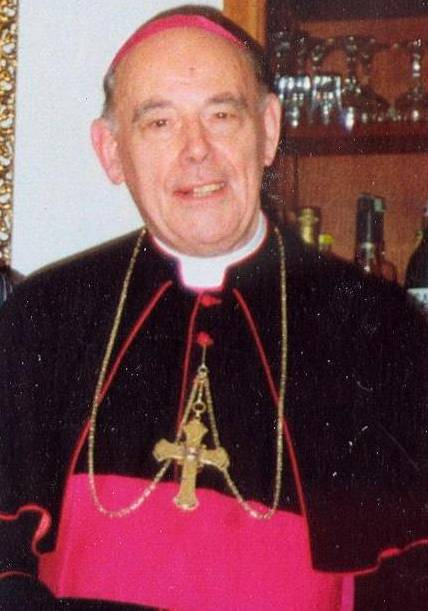
Petrus Canisius van Lierde was veertig jaar vicaris-generaal voor Vaticaanstad

De vicaris-generaal voor Vaticaanstad (formele naam: Vicaris-generaal van Zijne Heiligheid voor Vaticaanstad) is degene die namens de paus de dagelijkse leiding heeft over de kerkelijk administratie van Vaticaanstad, waarvan de paus feitelijk de residerend bisschop is. Aangezien Vaticaanstad zelf weinig inwoners heeft, houdt de vicaris-generaal zich vooral bezig met de pelgrims die Vaticaanstad bezoeken. 
De vicaris-generaal van Vaticaanstad is in beginsel kardinaal. Hij is formeel een hulpbisschop, die de rang heeft van titulair aartsbisschop. Sinds 1991 is de vicaris-generaal tevens de aartspriester van de Sint-Pietersbasiliek. 